# Капітан Леонід Олексійович
Капітан Леонід Олексійович (18 листопада 1918, Київ — 1985) — український графік.

## Біографія
У 1941 закінчив Київський художній інститут, де вчився у Ф. Кричевського, С. Григор'єва, В. Костецького.

## Творчість
Працював в галузі книжкової графіки, плаката та монументально-декоративного мистецтва
Роботи:
- ілюстрації до роману «Северин Наливайко» І. Ле (К., 1940);
- ілюстрації до «Казки про рибака та рибку» О. Пушкіна (К., 1946);
- ілюстрації до «Оповідань» А. Тесленка (К., 1955);
- ілюстрація до оповідання П. Мирного «Сон» (К., 1955);
- плакати — «Молодь, на ферми!» (у співавтор. з О. Капітаном, 1962);
- керамічне панно «Краківчани і гуралі» в кінотеатрі «Краків» у Києві (разом з Т. Капітаном та O. E. Капітаном, 1967—1968).